# Jaskier rozłogowy
Jaskier rozłogowy, jaskier rozesłany (Ranunculus repens L.) – gatunek rośliny należący do rodziny jaskrowatych (Ranunculaceae Juss.). Występuje naturalnie w Azji, Europie i Afryce Północnej. Ponadto został zawleczony na Makaronezję, Maskareny, do Ameryki Północnej, Australii i Nowej Zelandii. W Polsce jest pospolity na całym obszarze. 

## Morfologia
PokrójBylina z nadziemnymi rozłogami oraz podnoszącymi się, korzeniącymi w węzłach, lekko owłosionymi i często u nasady fioletowo nabiegłymi pędami. Dorasta do 10–60 cm wysokości.
LiścieOgonkowe – ogonek liściowy jest nagi i osiąga 7–20 cm długości. Blaszki liściowe są trójsieczne z odcinkami trójwrębnymi. Odcinki mierzą do 2–4,5 cm długości oraz 2–4 cm szerokości, mają klinowatą nasadę. Środkowy odcinek osadzony jest na ogonku.
KwiatyZebrane są w wierzchotki jednoramienne na szczytach pędów. Mają 5 eliptycznie owalnych, zielonych działek kielicha, które dorastają do 5–7 mm długości (nigdy nie są odgięte w dół), oraz 5 odwrotnie owalnych, żółtych i połyskujących płatków o długości 7–10 mm. Cały kwiat osiąga 15–22 mm średnicy. Pręciki i słupki są liczne.
OwoceNagie niełupki o odwrotnie jajowatym kształcie i długości 2–3 mm. Tworzą owoc zbiorowy – wieloniełupkę o jajowatym kształcie i dorastającą do 5–7 mm długości.

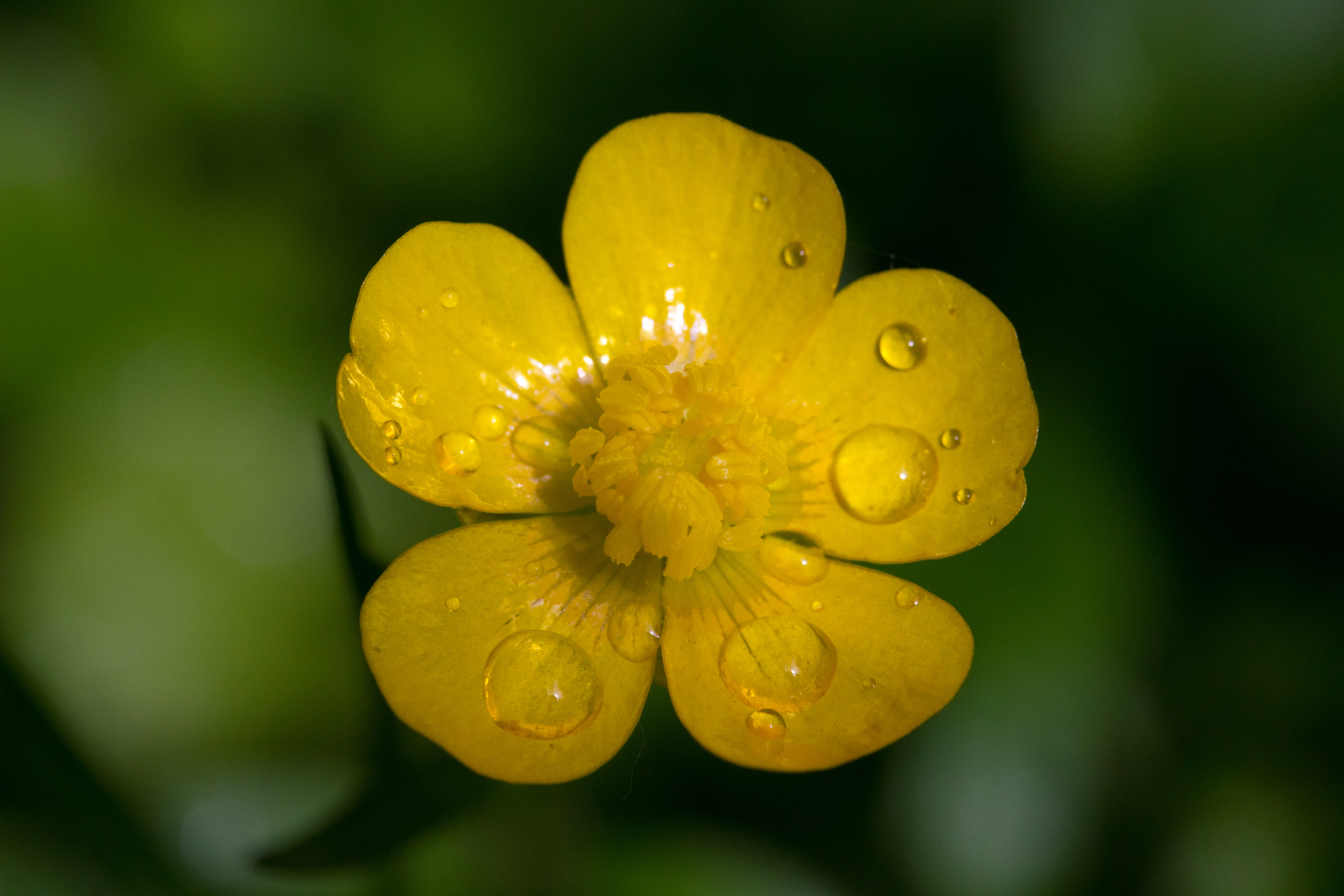
Kwiat
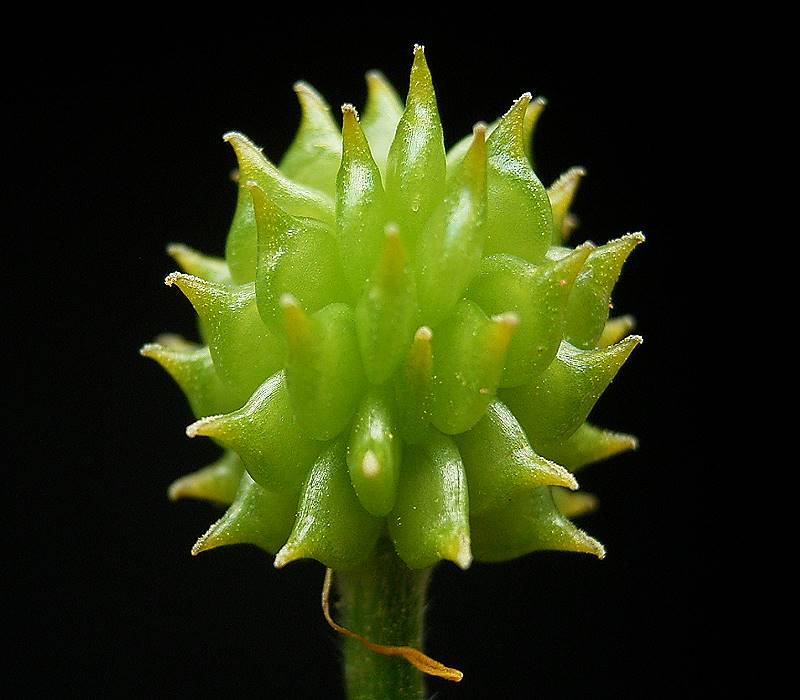
Owoc zbiorowy
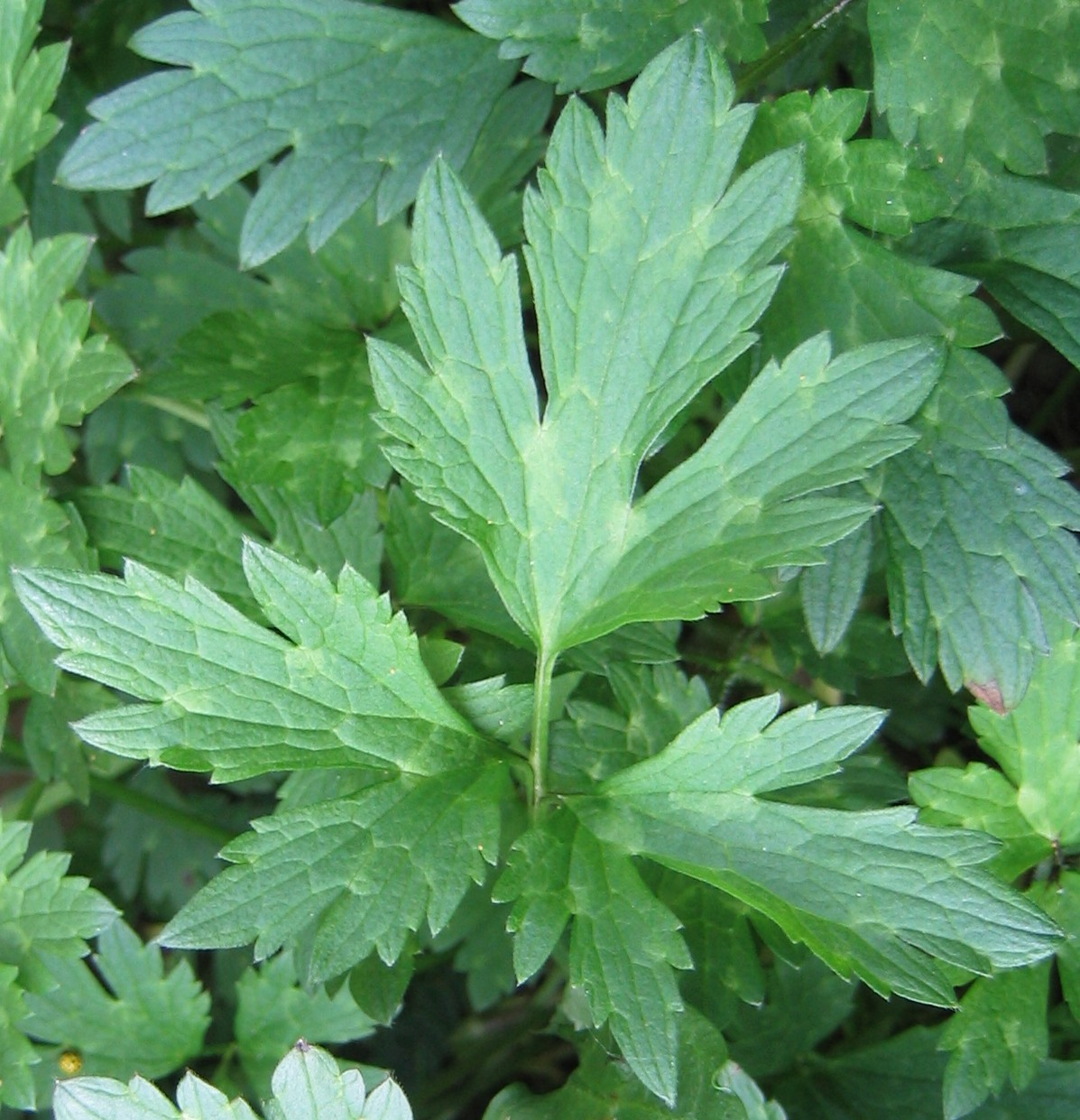
Liść

## Biologia i ekologia

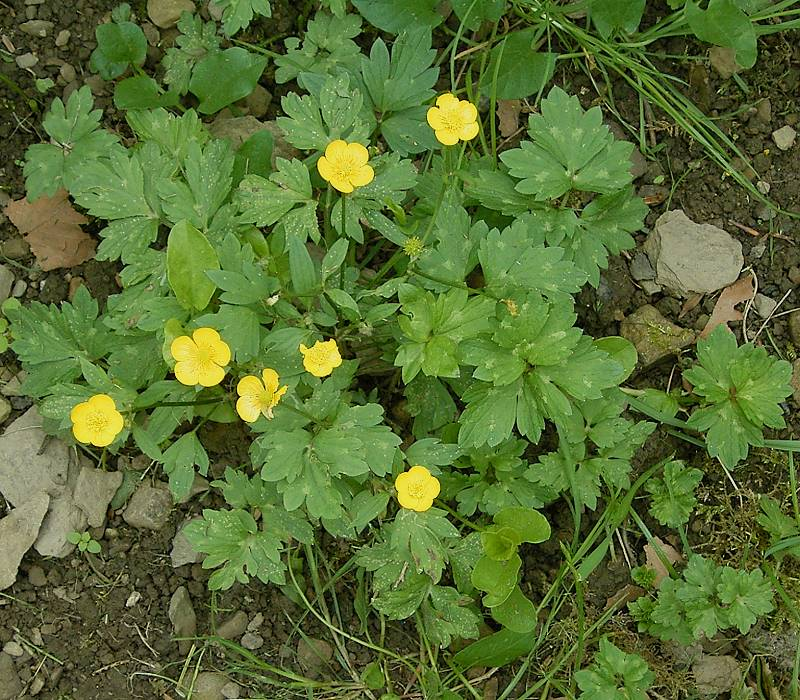
Pokrój

Bylina, hemikryptofit. Kwiaty przedsłupne. Pręciki dojrzewają stopniowo, poczynając od zewnętrznych. Gdy zaczną dojrzewać pręciki wewnętrzne, ich nitki wydłużają się i wyginają do środka, tak, że ich pyłek wysypuje się na znamiona słupków. Dzięki takim mechanizmom roślina zabezpiecza się z początku przed samozapyleniem, preferując zapylenie krzyżowe, gdy jednak do niego nie dochodzi, wówczas następuje samozapylenie. Roślina wabi zapylaczy nektarem wydzielanym w miodnikach. Kwitnie od maja do września. 
Preferuje gleby gliniaste i wilgotne. Rośnie na łąkach, brzegach wód, polach, przydrożach. W klasyfikacji zbiorowisk roślinnych gatunek charakterystyczny dla O/All. Agropyro-Rumicion crispi. Roślina trująca, w stanie surowym również dla bydła (w sianie traci własności trujące).

## Zmienność
W obrębie tego gatunku wyróżniono jedną odmianę:
- Ranunculus repens var. flore-pleno DC.

Ponadto tworzy mieszańce z jaskrem bulwkowym i jaskrem wielokwiatowym. 

## Zastosowanie i uprawa
Uprawiany jest ze względu na swój pokrój i ładne kwiaty, które u różnych odmian mogą być pojedyncze lub pełne, np. odmiana 'Pleniflorus' ma żółte, pełne kwiaty i wysokość do 60 cm. Nadaje się na rabaty.
Rośliny tego gatunku są łatwe w uprawie. Rozmnaża się je przez siew nasion (najlepiej zaraz po ich zebraniu) lub przez podział rozrośniętych kęp wiosną lub jesienią. W okresie kwitnienia wskazane jest podlewanie. Najlepiej rośnie na przepuszczalnej i stale wilgotnej glebie, na stanowisku słonecznym lub półcienistym.